# Zima (Dworek w zmierzchu zimowym)
Zima (Dworek w zmierzchu zimowym) – obraz olejny autorstwa Józefa Chełmońskiego, namalowany w 1907 roku.

## Historia
Obraz powstał po przyjeździe artysty z Paryża do Kuklówki, w ostatnim okresie jego życia, w 1907 roku (według dawnych źródeł przed 1893 rokiem). Artysta wówczas zwrócił się w stronę malarstwa pejzażowego, pozbawionego obecności postaci ludzkich. W 1907 roku malarz odbył podróż na Litwę w okolice Nowogródka, związanego z życiem Adama Mickiewicza. Pierwszym właścicielem obrazu był dr Władysław Reiss, który kupił płótno w Towarzystwie Przyjaciół Sztuk Pięknych w Krakowie po wystawie zbiorowej prac Józefa Chełmońskiego. Następnie, obraz został nabyty w Krakowie w antykwariacie Franciszka Studzińskiego dla Muzeum Śląskiego w 1927 roku za kwotę 2850 zł.
Dzieło znajduje się w kolekcji Muzeum Śląskiego w Katowicach (numer inwentarzowy: MŚK/SzM/523).

## Charakterystyka

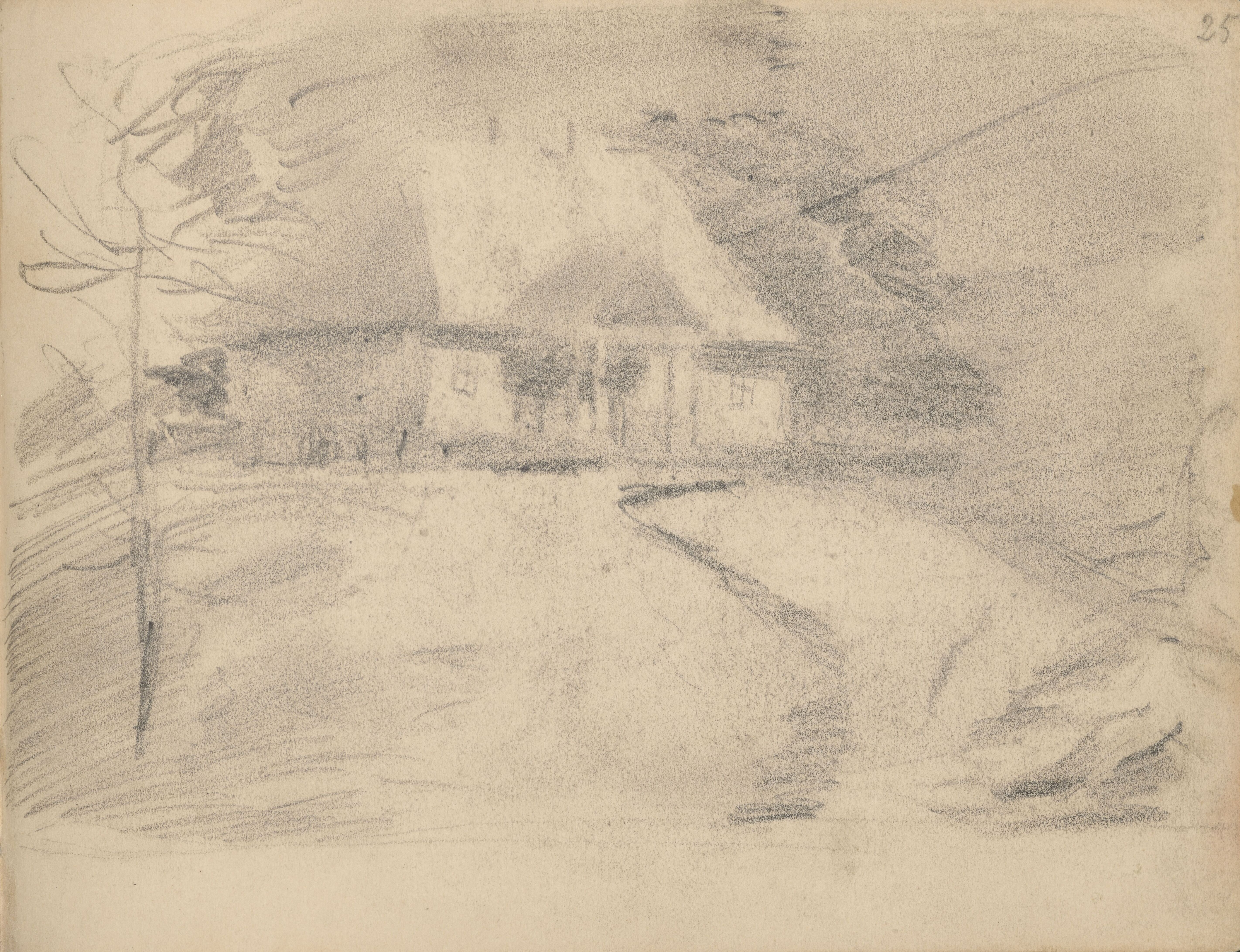
Szkic Józefa Chełmońskiego do obrazu "Zima" z 1907 r. z kolekcji Muzeum Narodowe w Warszawie

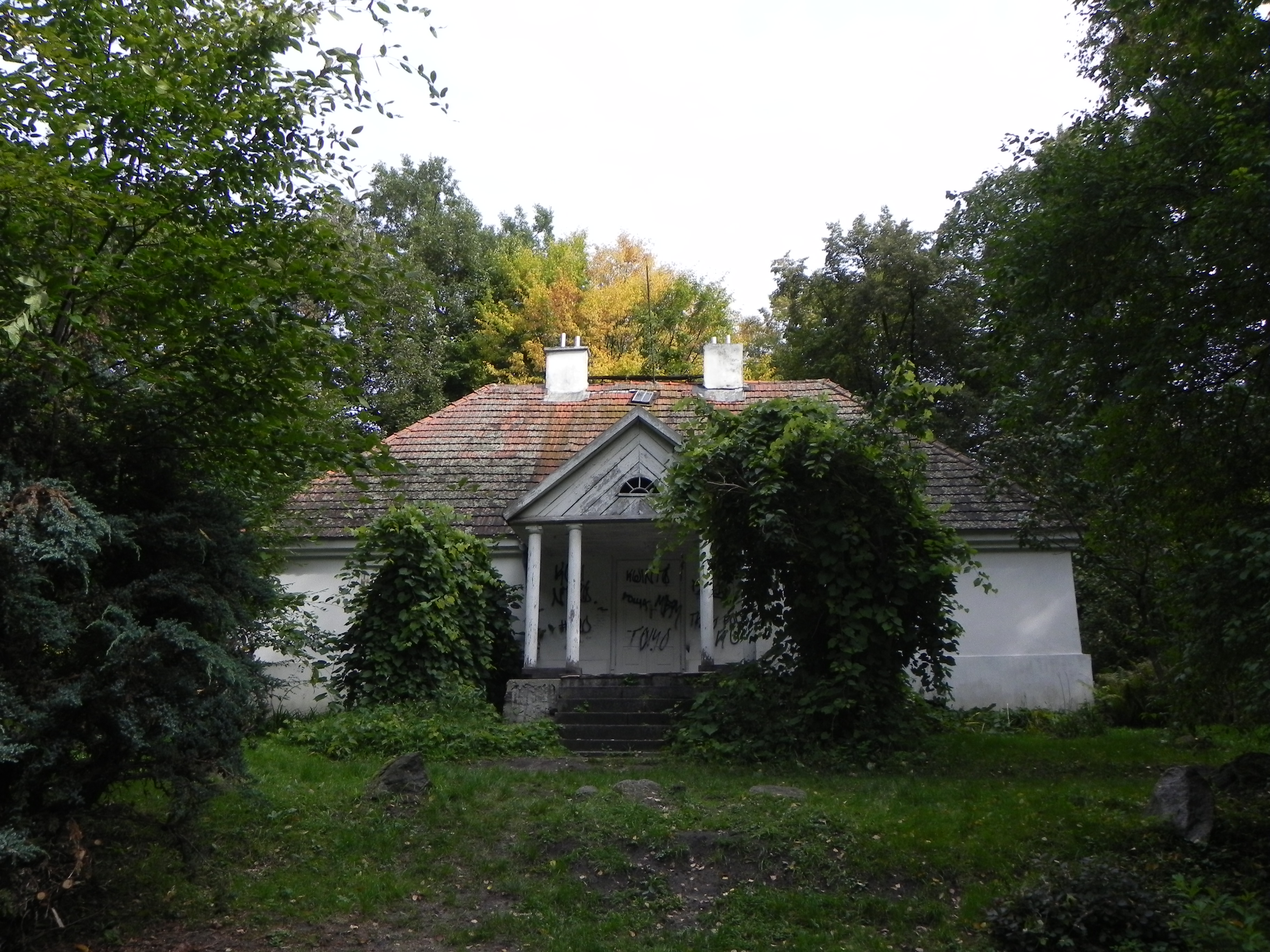
Dworek w Adamowiźnie (2013)

Obraz namalowany techniką olejną na płótnie o wymiarach 64 na 97,8 cm. Sygnatura: Józef Chełmoński znajduje się w prawym dolnym rogu płótna. Dzieło przedstawia skromny dworek na wzgórzu, otoczony lasem o zmierzchu (według innego źródła podczas zachodu słońca), wśród ośnieżonych pól. W oknach budynku widać światła. Zachodzące Słońce zabarwia krajobraz na lekki róż. Dworek może stanowić nawiązanie do poematu epickiego Pan Tadeusz, który przez całe życie był dziełem bliskim artyście; w rzeczywistości artysta namalował dworek w osadzie Młyniska na Starem (następnie część Adamowizny koło Grodziska Mazowieckiego), tzw. „dom na górce”, w którym często gościł, posiadłość tę kupił brat malarza, doktor Adam Chełmoński.